# Теран, Мартин
Мартин Хосе Теран Ноугес (исп. Martín José Terán Nougués, родился 25 июля 1969 года в Сан-Мигеле-де-Тукуман) — аргентинский регбист, выступавший на позиции винга, и футболист, игравший на позиции нападающего.

## Биография

### Регбийная карьера
Воспитанник школы клуба «Тукуман», в системе клуба с сезона 1975/1976. В основном составе дебютировал в 1988 году, выступал за команду до 2004 года с перерывами. Представлял регион Тукуман, в его составе выигрывал Кампеонато Архентино в 1989, 1990, 1991, 1992 и 1993 годах в составе «Лос Наранхас», а также четыре раза выигрывал титул чемпиона в составе Торнео дель Нороэсте. В сборной Аргентины Теран дебютировал 6 июля 1991 года в Буэнос-Айресе на стадионе «Велес Сарсфилд» против Новой Зеландии. В 1991 году он выступал со сборной на чемпионате мира в Англии, где сыграл три матча.
На чемпионате мира 1991 года Теран занёс две попытки в матче против Австралии 4 октября 1991 в Лланелли, когда аргентинцы проиграли со счётом 19:32, а также одну попытку в матче против Самоа 13 октября 1991 года в Понтиприте (поражение 12:35). При заносе первой попытки Теран получил мяч после передачи ногой от Лисандру Арбисо, поймав его после отскока от газона в пятиметровой зоне. Он попытался уйти от двух противников, которые пытались взять его в «коробочку», и положил мяч в зачётную зону, снеся угловой флажок: по его словам, если бы тогда существовал видеоповтор, судьи могли бы и не засчитать попытку. Вторую попытку он занёс после схватки и комбинации на правом фланге: перед этим он поменялся с Диего Куэста Силва позициями, поскольку сдерживать Дэвида Кампезе не мог. Играя на правом фланге, после комбинации с участием скрам-хава Гонсало Камардона и центра Эрнана Гарсии Симона он занёс попытку. Теран позже неоднократно говорил, что сборная Аргентины показала свою лучшую игру против Австралии, а в игре против Самоа команде откровенно не хватило удачи, чтобы выйти в четвертьфинал.
Участвовал в чемпионате мира 1995 года в ЮАР, на котором провёл три матча. Последнюю игру провёл 21 октября 1995 года в Буэнос-Айресе на стадионе «Аркитекто Рикардо Этчеверри» против Франции. Всего сыграл 30 матчей, набрал 50 очков благодаря 11 попыткам (6 попыток по 5 очков, 5 попыток по 4 очка). После карьеры игрока некоторое время числился в тренерах клуба «Тукуман». Теран выступал также за сборную по регби-7 на первом в истории чемпионате мира в 1993 году.

### Футбольная карьера
В 1995 году Теран стал также игроком футбольного клуба «Атлетико Тукуман», который пригласил Тукумана в команду. Выступая на позиции крайнего нападающего (вингера) в Тукуманской футбольной лиге (исп. Liga Tucumana de Fútbol), в первом сезоне он забил 11 мячей, забив первый гол клубу «Спортиво Гусман». Благодаря этому Теран даже был вызван в основной состав клуба, игравшего тогда в Примере B Насьональ. В сезоне 1996/1997 Примеры B Насьональ Теран сыграл шесть матчей, дебютировав против клуба «Чако Фор Эвер». В игре 11 мая 1997 года против клуба «Дуглас Хейг» он вышел за 10 минут до конца основного времени, когда была ничья, и забил головой гол, который позволил команде остаться в дивизионе. В возрасте 27 лет он завершил карьеру профессионального футболиста.

## Личная жизнь
Отец — Хосе, играл за сборную Аргентины в 1950-е годы на позиции винга. Есть двоюродный брат Габриэль, также в прошлом регбист и игрок сборной Аргентины. Мартин Теран после регби посвятил себя гастрономии, став предпринимателем в этой сфере, и даже работал в Ерба-Буэна, а также занимался недвижимостью.
Есть пятеро детей: дочь Соль, сыновья Мартин, Матео, Феликс и Андрес. Мартин и Матео играют в футбол, Феликс и Андрес занимаются регби, Соль спортом не занималась.